# Chaos Glacier
Chaos Glacier är en glaciär i Antarktis. Den ligger i Östantarktis. Australien gör anspråk på området. Chaos Glacier ligger 115 meter över havet.
Terrängen runt Chaos Glacier är kuperad åt sydost, men västerut är den platt. Havet är nära Chaos Glacier västerut. Trakten är obefolkad. Det finns inga samhällen i närheten. 